# James Hamilton, 1.º Duque de Hamilton
James Hamilton, 1.º Duque de Hamilton (Palácio Hamilton, Lanarkshire, 19 de junho de 1606 — Londres, 9 de março de 1649) foi um político escocês. Tendo se tornado um dos conselheiros de Carlos I, ele assumiu a frente do partido monarquista na Escócia em 1648. Derrotado em Preston, em Lancashire, durante a Guerra civil inglesa, Hamilton foi executado pelos protestantes republicanos britânicos.